# Mitrofan Bielajew
Mitrofan Pietrowicz Bielajew (ros. Митрофа́н Петро́вич Беля́ев; ur. 10 lutego?/22 lutego 1836 w Petersburgu, zm. 22 grudnia 1903?/4 stycznia 1904 tamże) – rosyjski wydawca muzyczny i mecenas sztuki.

## Życiorys
Jego ojciec był przedsiębiorcą, właścicielem firmy działającej w branży drzewnej. Uczęszczał do szkoły luterańskiej, gdzie uczył się gry na fortepianie i skrzypcach, później uczęszczał także na prywatne korepetycje z gry na altówce. W 1882 roku podczas koncertu w Petersburgu usłyszał I symfonię Aleksandra Głazunowa i pod jej wrażeniem zaoferował kompozytorowi pomoc w publikacji jego dzieł, a następnie postanowił wspierać innych rosyjskich muzyków. W 1885 roku założył w Lipsku oficynę wydawniczą, by zapewnić swoim edycjom ochronę prawną. Wykorzystując odziedziczony po ojcu majątek, zajął się propagowaniem twórczości kompozytorów rosyjskich. Wydał około 2 tysięcy dzieł, w tym utwory m.in. Bałakiriewa, Rimskiego-Korsakowa, Taniejewa, Ladowa, Musorgskiego, Borodina, Skriabina czy Glinki. Dbając o wysoki poziom techniczno-edytorski, wydawał kompozycje orkiestrowe w postaci partytury, głosów i wyciągu, pieśni zaś przeważnie z tekstami w 2-3 językach.
Od 1885 roku organizował w Petersburgu Rosyjskie Koncerty Symfoniczne, które odbywały się corocznie do 1918 roku. Sfinansował też dwa koncerty muzyki rosyjskiej podczas Wystawy Światowej w Paryżu w 1889 roku. W piątki w domu Bielajewa odbywały się spotkania muzyczne, w trakcie których miały miejsce prezentacje nowych utworów i koncerty kwartetu smyczkowego, w którym on sam grał jako altowiolista. Subsydiował wielu kompozytorów, m.in. Aleksandra Skriabina. Ufundował nagrodę im. Glinki dla młodych kompozytorów.
Firma Bielajewa została zapisana w testamencie kompozytorom rosyjskim. Po rewolucji październikowej w 1917 roku przeniesiono ją do Paryża, w 1949 roku do Bonn, a w 1971 roku do Frankfurtu nad Menem.